# بخش گرستورپ
بخش گرستورپ (سوئدی: Grästorps kommun) یک ناحیه شهری در سوئد است که در شهرستان وسترا گوتلاند واقع شده‌است.